# عاطف ابوبلال
عاطف ابوبلال (عربی: عاطف ابو بلال؛ زادهٔ ۵ فوریهٔ ۱۹۸۴) بازیکن فوتبال اهل فلسطین-اسرائیل است.
از باشگاه‌هایی که در آن بازی کرده است می‌توان به باشگاه ورزشی شباب الخلیل اشاره کرد.
وی همچنین در تیم ملی فوتبال فلسطین بازی کرده است.